# Claudio Peñaranda
Claudio Peñaranda (1883-1921) fue un periodista y poeta boliviano.

## Biografía
Nació en 1883 en la ciudad de Sucre, donde se educó, primero en el Colegio Seminario y más tarde en la Facultad de Derecho de la Universidad de San Francisco Xavier. Dio comienzo a su carrera literaria en 1904 con textos publicados en La Prensa, órgano liberal oficial de Chuquisaca, fundado por Samuel Oropeza. Más adelante se asoció con el escritor Melitón Urioste para editar la publicación periódica El Sud. También fue editor de la revista ilustrada Vida Nueva.
En 1907, publicó en Sucre un volumen de poemas titulado Líricas, que recibió buenas críticas de escritores como Ricardo Palma y Ricardo Jaimes Freyre. Fue, durante cinco años, uno de los encargados de editar el diario La Mañana en Sucre y en 1915 dio nueva vida a La Prensa y la transformó también en un periódico de periodicidad diaria. Más adelante, asumió también la dirección de El Diario de La Paz. Una composición poética suya recibió el primer premio de los Juegos Florales en 1917. Profesor de Historia y Literatura en el Colegio Nacional y en el Colegio Normal, se desempeñó también como secretario de la Universidad de Chuquisaca, además de como delegado para las provincias de Tomina, Zudáñez y Azurduy, puesto este último para el que fue elegido en 1916. Falleció en 1921.